# Why can't we be a family again?
Why Can't We Be a Family Again? (literal, ¿Por qué no podemos volver a ser una familia?) es un cortometraje documental estadounidense de 2002 dirigido por Roger Weisberg que gira sobre dos hermanos afroestadounidenses en Brooklyn que luchan por reunirse con su madre, una antigua drogadicta en fase de recuperación. Fue nominada al Premio de la Academia al Mejor Cortometraje Documental.  